# Poligamia
     Poligamia legale solo per i musulmani
     Poligamia legale
     Poligamia legale solo in alcune regioni (Indonesia)
     Poligamia illegale, ma la pratica non è criminalizzata
     Poligamia illegale e criminalizzata
     Status giuridico sconosciuto
- • In India,  Malaysia, Filippine e Singapore la poligamia è legale solo per i musulmani.
- • In Nigeria e Sud Africa, i matrimoni poligami fra musulmani sono riconosciuti legalmente in base a legge consuetudinaria.
- • A Mauritius, le unioni poligame non hanno riconoscimento legale. Tuttavia, i musulmani possono "sposare" fino a 4 donne, senza averne un riconoscimento ufficiale.

Poligamia legale solo per i musulmani
Poligamia legale
Poligamia legale solo in alcune regioni (Indonesia)
Poligamia illegale, ma la pratica non è criminalizzata
Poligamia illegale e criminalizzata
Status giuridico sconosciuto

La poligamia, parola composta derivante dal latino tardo polygamĭa a sua volta dal greco πολυγαμία essa derivante da πολύγαμος (composta da πολυ-, «poli-» forma compositiva di πολύς «molto» e γάμος, tradotto in italiano con «nozze»), in biologia e nelle scienze afferenti come l'etologia e l'antropologia, è il rapporto inerente alla sfera sessuale e a quella di relazione stabilito con vari scopi, riproduttivi, ricreativi, sociali, tra i soggetti di una specie. Il termine assume significati differenti nelle varie discipline, considerando anche il fatto che gli organismi possono essere anfigonici o meno, presentare ermafroditismo simultaneo o sequenziale, e implicare una serie di particolarità biologiche e sociali differenti da specie a specie.
Possiamo, generalizzando, diversificare i diversi rapporti in comportamenti di tipo omosessuale, eterosessuale, bisessuale e comportamento sessuale situazionale, e in base alla numerosità delle relazioni di un dato individuo in:
- monogamia, con un rapporto di coppia, viene distinta etologicamente in
  - monogamia sociale,
  - monogamia sessuale,
  - monogamia genetica,

comportamento comune alla maggior parte degli uccelli, con particolari eccezioni, e soltanto ad alcuni mammiferi (dik-dik, arvicola dei campi e poche altre rarità);
- poligamia, distinguibile in
  - poliginia, dove la relazione si manifesta con un maschio avente più femmine, è il comportamento comune alla stragrande parte dei mammiferi (muflone, cervidi e bovidi), ed alcuni uccelli,
  - poliandria, caso opposto, dove più maschi si uniscono al soggetto femmina, con diffusione articolata tra i vertebrati (falaropo beccosottile),
  - promiscuità, dove si creano situazioni e rapporti più complessi, con più individui coinvolti (bonobo).

Ognuna delle relazioni, a seconda delle specie, è obbligatoria o facoltativa, e con diversificazioni molto articolate.

## Nella specie umana

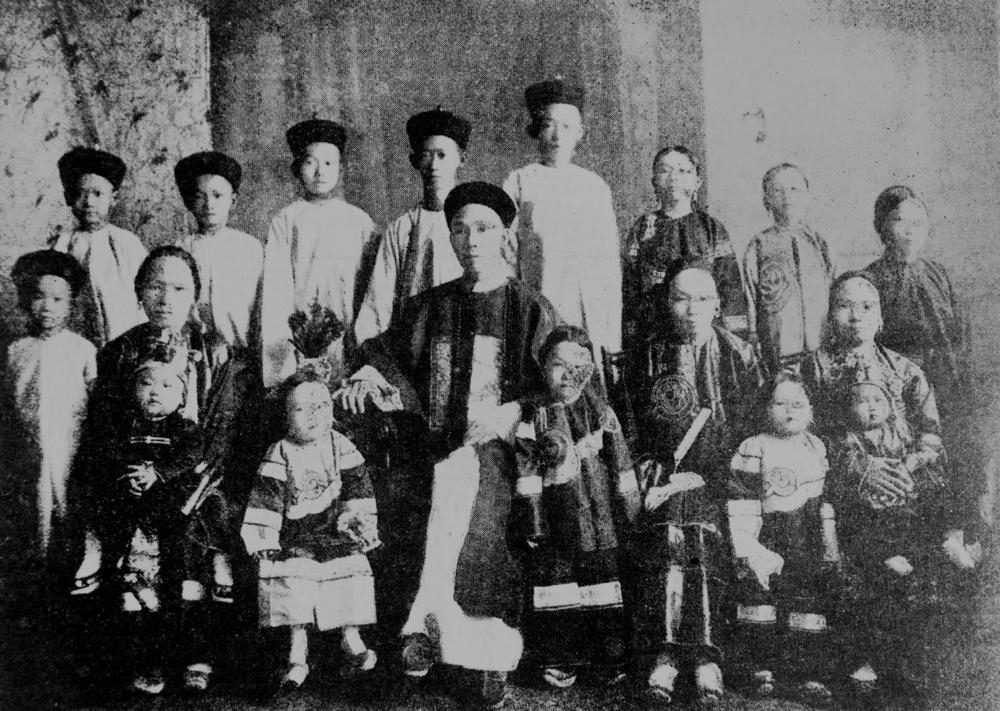
Immigrato cinese con le sue tre mogli e quattordici figli, Cairns, 1904

Nel caso di rapporti tra appartenenti alla specie umana nella società, il termine diviene più restrittivo quando ci si riferisca a una pratica matrimoniale e non ai soli rapporti relazionali (per i quali si parla di poliamore). Per quanto concerne l'istituzionalizzazione, ovvero il contratto matrimoniale inteso in senso legale, è ammessa tuttora in alcuni paesi (ma solo per gli uomini), ed è invece considerata reato nella legislazione della maggioranza degli stati occidentali. Con poligamia spesso ci si riferisce, erroneamente, alla sola poliginia. Dal punto di vista sociale, ai basilari rapporti etologici se ne aggiungono di differenti, come il matrimonio di gruppo, eccetera.
Relativamente alla poliginia, accenni si ritrovano e si motivano con varie argomentazioni sia nelle Sacre Scritture sia in altri testi antichi. In particolare vengono citati gli episodi di Abramo e Sara, la quale essendo sterile, "offre" una consenziente Agar ad Abramo, al fine di renderlo finalmente padre. Il figlio di quella unione è conosciuto come Ismaele, il proto-fondatore di tutti quelli che si riconoscono appartenenti alla popolazione araba (a tal proposito anche detti Ismaeliti). Altri esempi furono il patriarca Giacobbe e re Salomone.
Storicamente, numerose società hanno ammesso la poliginia. Nelle lettere paoline si legge di come egli raccomandi ai vescovi di essere «mariti di una sola moglie». Ma il contesto fa capire il senso autentico: «aver preso moglie una sola volta». Difatti si parla subito dopo di iscrivere nell'elenco delle vedove solo quelle «mogli di un solo marito».
Nell'Islam la poligamia trova nel Corano un unico riferimento nella Sunna (4,3): "se temete di non essere equi con gli orfani, sposate allora le donne che vi piacciono, due o tre o quattro, e se temete di non essere giusti con loro, una sola, o le ancelle in vostro possesso; questo sarà più atto a non farvi deviare". Storicamente il versetto fu rivelato poco tempo dopo la sconfitta contro i meccani del 625 d.C. nei pressi dell'Oasi di Uhud, in cui morirono molti seguaci del Profeta e un improvviso aumento delle vedove in una comunità musulmana ancora in formazione.
Nella seconda metà dell'Ottocento, la Chiesa di Gesù Cristo dei Santi degli Ultimi Giorni predicò e vide diversi dei suoi fedeli maschi praticare il matrimonio plurimo, una forma di poliginia, basato sul modello del matrimonio degli antichi patriarchi biblici, Abramo, Isacco, ecc. Il 24 settembre 1890, questa Chiesa rinunciò ufficialmente alla poligamia, sanzionando con la scomunica chiunque avesse contratto nuovi matrimoni poligami. Tale posizione causò il malcontento di alcuni fedeli che si dissociarono dal mormonismo e proseguirono, autonomamente, la pratica del matrimonio plurimo per gli uomini. Da questi gruppi derivano gli odierni poligamisti definiti mormoni. Per questo motivo, bisogna rilevare che il profeta mormone Joseph Smith ebbe 40 mogli come rivelato dagli stessi leader mormoni.
La Cina è passata dal consentire la poligamia maschile all'ammettere solo la monogamia nella legge sul matrimonio del 1953, dopo la rivoluzione maoista. La maggior parte delle società africane e islamiche continua a consentire la poliginia, questo comprende anche l'India dove la poliginia è ammessa per i cittadini musulmani.
Nel luglio 2019 il re di Thailandia Maha Vajiralangkorn prende come consorte reale Sineenat Wongvajirapakdi dopo essersi sposato tre mesi prima con la regina Suthida adottando così, per la prima volta in Thailandia, la poligamia come ai tempi del Siam.
Le unioni poligame (soprattutto per il caso della poliginia) sono state da taluni studiosi interpretate come forme particolari, comunque tendenti a favorire la riproduzione in ambiti in cui elevati fattori di mortalità rendevano opportuno per la comunità di riferimento massimizzare la potenzialità di fecondazione per garantirsi un adeguato numero di adulti i quali, superate favorevolmente le condizioni di rischio, potessero a loro volta riprodursi.

### Poliandria
La poliandria, ovvero una donna che ha più partner, si verifica o si è verificata in contesti differenti, come in India, in Tibet, Africa, Oceania o più raramente in contesti europei recenti, dove prima del XX secolo i resoconti risalgono a citazioni romane sui Britanni e altre popolazioni dell'impero, ciò a volte in congiunzione con altre forme di rapporto (poliginandria in India); tra i gruppi etnici coinvolti troviamo Kinnaur, Toda, Kerala, Jaunsar Bawar in Asia, i Masai in Africa, i Bororo e i Tupi-Kawahib in sudamerica noti anche per praticare la poliandria fraterna. Altre società includono alcune tribù degli Inuit canadesi, sebbene la pratica sia diminuita bruscamente nel XX secolo a causa del cambiamento dalla religione tribale alla religione moraviana.